# Хуашань (Мааньшань)
Хуаша́нь (кит. упр. 花山, пиньинь Huāshān) — район городского подчинения городского округа Мааньшань провинции Аньхой (КНР).

## История
В 1954 году на территории уезда Данту был основан посёлок Мааньшань (马鞍山镇). В 1955 году был образован Мааньшаньский горнодобывающий район (马鞍山矿区), подчинённый властям Специального района Уху (芜湖专区). 12 октября 1956 года из посёлка Цайши и Мааньшаньского горнодобывающего района был образован город Мааньшань, напрямую подчинённый властям провинции Аньхой.
В феврале 1969 года был образован район Мааньшань (马鞍山区). В сентябре 1975 года район Мааньшань был разделён на четыре района: Сысинь (四新区), Хуашань, Юйшань и Сяншань (向山区). В октябре 1979 года район Сысинь был переименован в Цзиньцзячжуан (金家庄区).
В 2001 году район Сяншань был расформирован, а его территория — разделена между тремя остальными районами.
В 2012 году район Цзиньцзячжуан был присоединён к району Хуашань.

## Административное деление
Район делится на 9 уличных комитетов и 1 волость.